# Scopula fulvicans
Scopula fulvicans är en fjärilsart som beskrevs av Geoffroy 1785. Scopula fulvicans ingår i släktet Scopula och familjen mätare. Inga underarter finns listade.